# Ninfa (nome)
Ninfa  è un nome proprio di persona italiano femminile.

## Varianti
- Maschili: Ninfo

### Varianti in altre lingue
- Latino: Nympha[1][2]
- Polacco: Nimfa

## Origine e diffusione

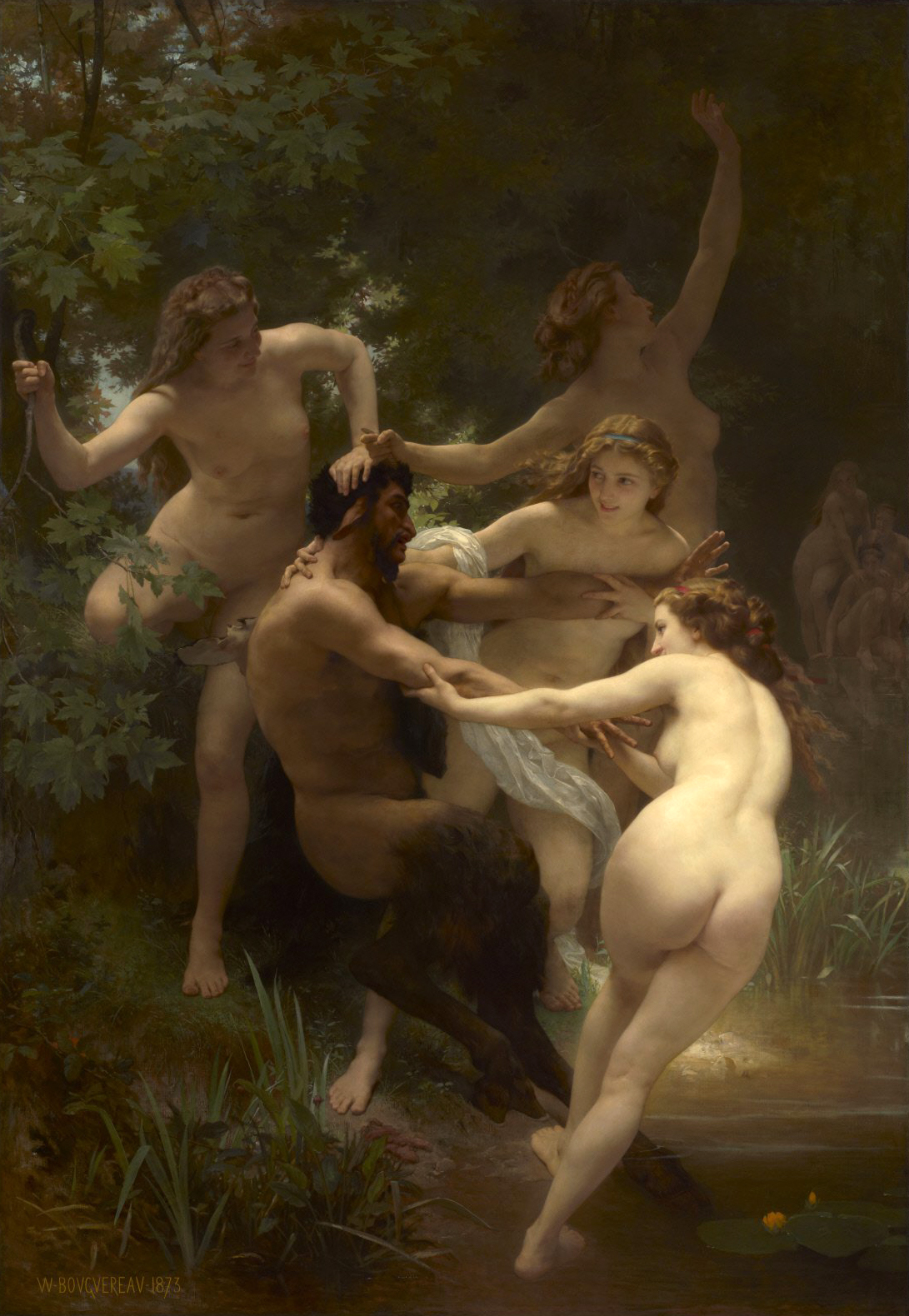
Ninfe e satiro (1873), di William-Adolphe Bouguereau

Riprende il nome delle ninfe, divinità minori della mitologia greca; etimologicamente, risale al latino nympha, a sua volta dal greco νυμφε (nymphe, da cui anche Ninfodora); il significato originale del termine era "[giovane] sposa", simile a quello dei nomi Beulah e Siv; in seguito, passò ad indicare una "donna giovane e bella". 
In Italia, è tipico della Sicilia, dove è diffuso per il culto della santa palermitana.

## Onomastico
L'onomastico viene festeggiato il 10 novembre in ricordo di santa Ninfa, vergine e martire del IV secolo.